# Kanton Saint-Just-en-Chevalet
Kanton Saint-Just-en-Chevalet (francouzsky Saint-Just-en-Chevalet) je francouzský kanton v departementu Loire v regionu Rhône-Alpes. Tvoří ho 10 obcí.

## Obce kantonu
- Champoly
- Chausseterre
- Cherier
- Cremeaux
- Juré
- Saint-Just-en-Chevalet
- Saint-Marcel d’Urfé
- Saint-Priest-la-Prugne
- Saint-Romain-d’Urfé
- La Tuilière